# Wilhelmine Bertling
Wilhelmine Bertling (geboren am 30. Januar 1925; gestorben am 6. Juni 2003, genannt Mischi Bertling) war eine Duisburger Lokalpolitikerin (SPD).

## Leben
Bertling war von Beruf Buchhalterin und engagierte sich seit 1949 in der SJD sowie ab 1950 in der SPD und in der ÖTV. Seit 1964 war sie Bürgerschaftliches Ausschussmitglied, und von Mai 1967 bis Oktober 1994 vertrat sie den Ortsteil Stadtmitte im Duisburger Stadtrat. In der Duisburger SPD-Fraktion war sie Mitglied im Vorstand und Duisburger Vorsitzende der Arbeitsgemeinschaft sozialdemokratischer Frauen, die von ihr 1973 mitbegründet worden war. Diesen Vorsitz gab sie 1981 an Hanna Pucher ab. Bei der Landesdelegiertenkonferenz und dem außerordentlichen Landesparteitag der SPD am 2. Februar 1980 in Bochum wurde sie für den Bezirk Niederrhein in die Landeskontrollkommission gewählt.
Ihren politischen Schwerpunkt hatte Bertling in den Bereichen Gesundheits- und Sozialpolitik sowie Verbraucherschutz. Sie gründete im Februar 1975 mit Edith Nebe, der Vorsitzenden des Deutschen Hausfrauenbunds Duisburg, und Willi Schneider, dem ehemaligen Leiter des Chemischen und Lebensmitteluntersuchungsamtes, die Verbraucherzentrale Duisburg. 
Sie war Mitglied des Vorstands der Neuen Gesellschaft Niederrhein e.V., einer seit 1975 öffentlich anerkannten Einrichtung für politische Erwachsenenbildung.
Sie saß im Projektausschuss zur Gründung des städtischen Krankenhauses am Kalkweg, das im September 1977 den Betrieb aufnahm und später als Städtische Kliniken Kalkweg bekannt wurde. Bertling blieb dem Krankenhaus durch ihre Mitgliedschaft im „Werksausschuss Städtische Kliniken“ verbunden und war 1994 bis 1997 dessen Vorsitzende. Seit der Privatisierung 2007/2015 firmiert das Haus als Sana Kliniken Duisburg GmbH in Wedau.
Nach ihrem Ausscheiden aus dem Stadtrat wurde Bertling im November 1994 mit dem Ehrentitel der Stadtältesten geehrt. 2020 wurde nach ihr die Wilhelmine-Bertling-Straße in Duisburg-Huckingen benannt.